# Yūdai Yamaguchi
Yūdai Yamaguchi (山口雄大?, Yamaguchi Yūdai; 1971) è un regista e sceneggiatore giapponese.

## Carriera
Debuttò nel 1997, come montatore del film horror Down to Hell, diretto da Ryūhei Kitamura. Continuò quindi a collaborare con il regista giapponese, scrivendo nel 2000 e nel 2002 Versus e Alive.
Nel 2003 esordì nella regia cinematografica, scrivendo e dirigendo la commedia demenziale Battlefield Baseball, tratto dall'omonimo manga di Gatarō Man. Nel 2005 diresse tre film: la commedia Sakigake!! Kuromati Kōkō: The Movie, live action del manga e dell'anime Cromartie High School, l'horror Kazuo Umezu's Horror Theater: Present e il film di fantascienza Meatball Machine, quest'ultimo co-diretto con Jun'ichi Yamamoto.
Seguirono altri quattro lungometraggi, mentre nel 2008 Yamaguchi diresse alcuni finti spot pubblicitari presenti nell'horror-splatter Tokyo Gore Police, diretto da Yoshihiro Nishimura.

## Filmografia

### Regista
- Battlefield Baseball (Jigoku kōshien) (2003)
- The Great Horror Family (Kaiki daikazoku) (serie TV) (2004)
- Sakigake!! Kuromati Kōkō: The Movie (2005)
- Kazuo Umezu's Horror Theater: Present (Umezu Kazuo: Kyōfu gekijō - Purezento) (2005)
- Meatball Machine (Mitoboru Mashin) (co-regia con Jun'ichi Yamamoto) (2005)
- Ten Nights of Dream (Yume jū-ya) (film a episodi) (2006)
- Tamami: The Baby's Curse (Akanbo shōjo) (2008)
- Elite Yankee Saburo (Gekijō-ban: Erīto Yankī Saburō) (2009)
- Hijoshi zukan (film a episodi) (2009)
- Abductee (Abudakuti) (2013)

### Sceneggiatore
- Versus di Ryūhei Kitamura (2000)
- Alive di Ryūhei Kitamura (2002)
- Battlefield Baseball (Jigoku kōshien) (2003)